# 宮S
『宮S -Secret Prince-』 （クンS・シークレットプリンス、궁S） 大韓民国の文化放送（MBC）で放送されたテレビドラマ。宮 -Love in Palace-に続く、王室ラブストーリー「宮シリーズ」の第2弾。全20話。
日本では、2007年6月9日よりMnetで日本初放送。また2007年8月15日からBSジャパンにて毎週月曜から金曜15時59分に放送された。

## 登場人物・キャスト
- イ・フ / 永城公: チェ・ドングク/SE7EN
- ヤン・スニ： ホ・イジェ
- イ・ジュン / 文成公： カンドゥ
- シン・セリョン：パク・シネ
- 華仁女皇帝: ミョン・セビン
- 皇太后: オ・ミヒ
- 孝聖大公: ハ・ジェヨン
- イ・ギョム / 孝将大公:チョン・ホジン
- チャン・ユニ / 孝将大夫人: ユン・イェヒ
- チョ・サンギ: イ・ギヨン
- シン・ジェマン: キム・ホンシク
- ミン・シヨン: チャ・ヒョンジョン
- ミン・ヨンヒョン: イ・ホンピョ
- チ紳士: イ・ホジェ
- 従事官: チョン・スヨン
- ハン尚宮: イェ・スジョン
- マ・ヨンナム: ソ・ソンヒ

### 修学院
- イヌ: ソ・ヨンドン
- ミニョク: ソ・ドビ
- ユンチョル: イ・ジュヒョン
- アレクサンダー教授: マーク・アンドレ・ジョルダン
- クァク内官: イ・マニョン